# Vivien Sansour
Vivien Sansour (1978) es una artista visual palestina y fundadora de la Palestina Heirloom Seed Library.Su trabajo internacional tiende un puente entre el arte, el activismo, la botánica y la conservación. Su trabajo ha sido perfilado por la BBCe incluido en exposiciones y eventos en el Victoria and Albert Museum (Reino Unido), la Bienal de Arquitectura de Chicago,y la Bienal de Venecia.

## Trayectoria
Sansour pasó su infancia entre Estados Unidos y Beit Jala en Cisjordania, donde nació su interés por la diversidad biológica. En 2021-2022, Sansour fue investigadora en Conflictos y Paz en la Universidad de Harvard.Es miembro artístico distinguido en el departamento de Humanidades Experimentales de Bard College.

## Proyectos
La Biblioteca de Semillas Heirloom de Palestina (2014-en curso) preserva y promueve el patrimonio y las variedades de semillas amenazadas, así como las prácticas agrícolas tradicionales palestinas. A través de estos métodos también se preservan y comparten las historias culturales y las identidades asociadas con ellas.
The Travelling Kitchen, (2018) es una extensión de la Biblioteca de Semillas Heirloom de Palestina, realizada en colaboración con Ayed Arafah. La obra de arte, una cocina móvil en la parte trasera de un automóvil, abre conversaciones sobre la agroecología, el patrimonio alimentario y las relaciones entre los campos y las cocinas.
Zaree'a: Sobre la obra y el legado de Esiah Levy, Londres, 2019. Esiah Levy fue un activista y ahorrador de semillas británico que fundó un proyecto de intercambio de semillas que distribuía semillas orgánicas en todo el mundo. Sansour trabajó con él en 2019 durante una residencia en la Fundación Delfina, Londres, como parte de su temporada Politics of Food, creando una película sobre su trabajo.

## Publicaciones
- Vivien Sansour y Alaa Tartir (2014) Agricultores palestinos: un último bastión de resistencia, al-Shabaka, la red de política palestina.

## Otras lecturas
- Noura Al Khasawneh (2021) Vivien Sansour: Las semillas del cambio, Antenas: La revista de la naturaleza en la cultura visual, 2021, número 53
- Osman Latiff (2021) Paisajismo de la 'otredad' y marcos desafiantes de la 'nada' en la Palestina contemporánea, en Navegando la guerra, la disidencia y la empatía en los países árabes/estadounidenses. Relaciones S, Springer [10]
- Anne Meneley (2020) Esperanza en las ruinas: semillas, plantas y posibilidades de regeneración, medio ambiente y planificación E: Vol.4:1
- Anne Meneley (2021) Comer salvaje: acoger el patrimonio alimentario de Palestina, PoLAR: Revisión de antropología política y jurídica, vol. 44:2
- Hubert Murray (2021) El paisaje como resistencia en Cisjordania, Places Journal [11]